# インドラヴァルマン3世
インドラヴァルマン3世（サンスクリット語: इन्द्रवर्मन् ३, ラテン文字転写: Indravarman III, 生年不詳 - 960年頃）は、チャンパ王国（占城国）第7王朝の第2代国王（在位：911年 - 960年頃）。『新五代史』『五代会要』では因徳漫（ベトナム語: Nhân Đức Man）、『宋史』『冊府元亀』では釈利因徳漫（ベトナム語: Thích Lợi Nhân Đức Man）と記される。シュリーシャーナヴァドレーシュヴァラの碑文ではその文学と哲学に関する知識が讃えられている。

## 生涯
バドラヴァルマン2世とウグラデーヴィー（ジャヤ・シンハヴァルマン1世の従姉妹）の子。父王の死後に即位した。918年、ヤンプナガラのポー・ナガル塔にバガヴァティーの金像を建立して奉献した。930年には梁克貞率いる南漢軍の侵攻を受けて、宝物を献上させられた。945年から946年にかけて、ラージェンドラヴァルマン2世治下のクメールから侵攻を受け、クメール軍を撃退したもののポー・ナガル塔のバガヴァティー金像を奪われた。
951年に後周に朝貢し、958年11月5日にはアブー・ハサンを後周に遣使して、猛火油と薔薇水の琉璃瓶を献上した。翌959年7月22日にも朝貢の使者としてアブー・ハサンを後周に送り、龍形通犀帯と菩薩石を献上している。

## 参考資料
- George Cœdès (May 1, 1968). The Indianized States of South-East Asia. University of Hawaii Press. ISBN 978-0824803681
- Geetesh Sharma (2010). Traces of Indian Culture in Vietnam. Rajkamal Prakashan. ISBN 978-8190540148
- Charles Higham (May 1, 2004). Encyclopedia of Ancient Asian Civilizations. Facts on File. ISBN 978-0816046409
- 石井米雄、桜井由躬雄 編『東南アジア史 I 大陸部』山川出版社〈新版 世界各国史 5〉、1999年12月20日。ISBN 978-4634413504。
- 『旧五代史』巻一百十八 周書九 世宗本紀五
- 『新五代史』巻十二 周本紀第十二 世宗
- 『新五代史』巻六十五 南漢世家第五 隠弟 龑
- 『新五代史』巻七十四 四夷付録第三 占城
- 『宋史』巻四百八十九 列伝第二百四十八 外国五 占城
- 『五代会要』巻三十 占城国
- 『冊府元亀』巻九百七十二 朝貢第五

| スタブアイコン | サブスタブ | この項目は、まだ閲覧者の調べものの参照としては役立たない、人物に関連した書きかけの項目です。この項目を加筆・訂正などしてくださる協力者を求めています（P:人物伝/PJ:人物伝）。 |